# 愛知県立東郷高等学校
愛知県立東郷高等学校（あいちけんりつとうごうこうとうがっこう）は、愛知県愛知郡東郷町に所在する公立の高等学校。

## 概要
かつて厳しい「管理教育」を行うことで知られた。
カヌー競技の強豪校であり、1995年（平成7年）第50回国民体育大会少年男子カヤックフォア（同校選手1名含む愛知県選抜チーム）優勝、少年男子カナディアンシングル4位入賞者を輩出以降、多数の全国大会優勝および入賞者を輩出する。直近では2018年（平成30年）度全国高等学校総合体育大会（インターハイ）男子カヤックシングル500m、200mで優勝を果たした。
尾張学区に属するが、調整特例により豊田市（市内全域）およびみよし市からも進学可能。名鉄バスで直接アクセス可能な刈谷市や知立市からは進学できない。

## 設置学科
- 普通科
  - 美術コース

## 沿革

### 年表
- 1968年（昭和43年）
  - 2月 - （仮称）愛知県立東郷高等学校の新設を発表[4]。同時に1968年度より愛知県立旭丘高等学校東郷分校の生徒募集を停止することを発表[5]。
  - 3月20日 - 愛知県立東郷高等学校を設置[6]。
  - 4月 - 愛知県立明和高等学校を仮校舎として開校[7]。
- 1969年（昭和44年）4月10日 - 愛知郡東郷村大字春木に管理棟が完成し、仮校舎より移転[8]。
- 1970年（昭和45年）3月 - 愛知県立旭丘高等学校東郷分校閉校[9]。

## 校章
県の木であるハナノキの葉に、「東郷」の文字が入っている。

## 校歌・応援歌
校歌・応援歌「赤き血潮の燃ゆるとき」と「東郷讃歌」と言う歌がある。

## 出身者
- 佐藤二朗 - 俳優、脚本家、映画監督
- 兵藤ゆき - タレント
- 内藤朝雄 - 社会学者（中退）
- 段田男 - 歌手
- 長谷川博一 - 臨床心理学者
- 井俣憲治 - 元東郷町長
- 山本一輝 - プロ野球選手（読売ジャイアンツ）
- 石原敬士 - フリーアナウンサー
- 松田功 - 衆議院議員
- 岬麻紀 - 元衆議院議員
- 今井広樹 - 写真家

## 学校行事
- 4月：入学式・新入生歓迎会・新入生オリエンテーション・総体予選
- 5月：総体予選・1学期中間試験（ - 6月上旬）・業後補習開始（3年のみ）
- 6月：体育大会・1学期期末試験（ - 7月上旬）
- 7月：再考査（追試）夏休み補習
- 9月：実力テスト・文化祭・2学期中間試験
- 3月：卒業式・球技大会・修了式

## 部活動

### 運動部
- 陸上競技部
- 弓道部
- 柔道部
- 剣道部
- サッカー部
- バレーボール部
- バスケットボール部
- 男子ハンドボール部
- 野球部
- 卓球部
- 硬式テニス部
- ソフトテニス部
- ボート部[11]
- ダンス部

### 文化部
- 自然科学部
- 吹奏楽部
- 合唱部
- 将棋部
- 美術部
- ICT部
- 家庭部[12]

## 交通
- 名古屋市営地下鉄鶴舞線・名鉄豊田線 赤池駅より名鉄バス祐福寺行または前後駅行（祐福寺経由）に乗換、「清水ヶ根口」停留所下車、徒歩で約10分または「祐福寺」停留所下車、徒歩で約15分。
- 名鉄豊田線 日進駅より名鉄バス知立駅行に乗換、「山崎」停留所下車、徒歩で約10分または「祐福寺」停留所下車、徒歩で約15分。
- 名鉄名古屋本線 前後駅より名鉄バス赤池駅行（祐福寺経由）に乗換、「祐福寺」停留所下車、徒歩で約15分または「清水ヶ根口」停留所下車、徒歩で約10分。
  - ただし本数が少ないため、学校で認められている自転車通学の生徒も多い。